# Commelina schinzii
Commelina schinzii är en himmelsblomsväxtart som beskrevs av Charles Baron Clarke. Commelina schinzii ingår i släktet himmelsblommor, och familjen himmelsblomsväxter.
Artens utbredningsområde är Madagaskar. Inga underarter finns listade.